# قلعة جزولة
قلعة جزولة (بالإسبانية: Alcalá de los Gazules)‏، هي إحدى بلديات مقاطعة قادس التي تقع في منطقة الأندلس جنوب إسبانيا. وفقا لتعداد سنة 2019 يبلغ عدد سكان البلدة 5219 نسمة.

## التسمية
يتكون الأسم من كلمتين:
الأولى عربية «القلعة» ويعني الحصن المنيع وتشيد عادة في مواقع يصعب الوصول اليها.
التانية «جزولة» وهي كلمة أمازيغية تشير إلى قبيلة جزولة التي تستوطن جهة سوس بالمغرب وتنطق «أجزول» كمفرد و «اجزولن» كجمع وتعني قصار القامة.

## التاريخ

### قبل الإسلام
ظهرت أول اسس هذه البلدة في عهد الرومان الذين بنوا برجا اسموه <<Lascuta>> قبل ان تتحول إلى بلدة. ثم أعاد القوط الغربيون أستخدامه في أوائل القرون الوسطى.
عثر في البلدة على عملات قديمة سكت بالابجدية الليبية-البونقية كما عثر على صفيحة برونزية مؤرخة من سنة 189 قبل الميلاد  وتحمل نص مرسوم روماني يمنح الحرية للعبيد الذين عاشو في بارج لاسكوطا. ويتم الاحتفاظ بهذه الصفيحة في متحف اللوفر.

### فترة الأندلس
وصل الجزوليين إلى الأندلس مع دولة المرابطين. لكن بعد انتصار الموحدين والمجازر التي قاموا بها ضد المرابطين وحلفائهم جعلت هؤلاء الجزولين بالمنطقة يتحصنون بقلعتهم هذه الصعبة المراس. فاعتدموا على النهب وعادوا إلى حياتهم البدوية.

### ما بعد سقوط الاندلس
في 23 أكتوبر 1264م، انتقلت القلعة نهائيًا إلى أيدي المسيحيين. وقد سلم فرناندو الرابع ملك قشتالة البلدة لألفونسو فرنانديز في 21 يوليو 1310م اعترافا بجهوده لطرد المسلمين. وكان الفونسو رجل قشتاليا ثريا يحكم ويمتلك عدة مناطق.
في 26 يوليو 1498م أقيم دير سانتو دومينغو، وهو المكان الذي تعلم فيه سان خوان دي ريبيرا الحروف الأولى. وتم إنشاء مستشفى دي ميسيريكورديا عام 1514م.و تم إنشاء أبرشية سان خورخي في 2 يناير 1524م.
في عام 1639م أصبحت القلعة جزءًا من دوقية ميديناسيلي.

### العصر المعاصر
يبدأ العصر المعاصر مع وباء الحمى الصفراء الرهيب في عام 1800 م والذي يتسبب في 800 حالة وفاة في ثلاثة أشهر.
بعد سنوات واثناء غزو نابوليون في 10 فبراير 1810 م دخلت قوات الجنرال لاتور مابورج البلدة وحدث معارك بها لشهور دمرت فيها القلعة.

## ثقافة
القلعة مدرجة منذ عام 1984 على أنها تتمتع بمركز فني تاريخي باسبانيا.